# 알구나 베스 텐드레모스 알라스
《알구나 베스 텐드레모스 알라스》(스페인어: Alguna vez tendremos alas)은 1997년 방영된 멕시코의 텔레노벨라이다.